# Jürgen Linde
Jürgen Linde (* 7. Februar 1935 in Braunschweig) ist ein deutscher Jurist, Verwaltungsbeamter, unter anderem Oberstadtdirektor in Gelsenkirchen, und Politiker (SPD).

## Leben und Beruf
Jürgen Linde wurde als Sohn von Elisabeth Linde, geborene Müller, und des promovierten Rechtsanwaltes Franz Linde in Braunschweig geboren. Nach dem Abitur 1956 an der Gaußschule in Braunschweig nahm er ein Studium der Rechts- und Staatswissenschaften an den Universitäten in Freiburg im Breisgau, Göttingen und Berlin auf, das er 1961 mit dem ersten juristischen Staatsexamen beendete. Im Studium wurde er Mitglied der Studentenverbindungen ATV Cheruskia-Burgund Freiburg und ATV Ditmarsia Kiel im ATB. Er war von 1962 bis 1969 als wissenschaftlicher Mitarbeiter an der Universität Göttingen tätig und bestand 1966 das zweite juristische Staatsexamen. 1970 wurde er in Göttingen zum Dr. jur. promoviert (Dissertationsarbeit: Außenwirtschaftsgesetz und zwischenstaatliche Vereinbarungen).
Linde trat als Regierungsassessor in den Verwaltungsdienst ein und arbeitete 1969/70 als Oberregierungsrat beim Regierungspräsidium Hildesheim. Er war von 1970 bis 1976 Stadt- und Gemeindedirektor in Clausthal-Zellerfeld, nahm im Jahre 1972 die Geschäfte des Oberkreisdirektors im Landkreis Zellerfeld wahr und wurde nach der Kommunalreform mit den Geschäften des Gemeindedirektors der Samtgemeinde Oberharz betraut (1972–1976). Daneben schloss er sich der ÖTV an. 1970 wurde seine Schrift Außenwirtschaftsgesetz und zwischenstaatliche Vereinbarungen veröffentlicht. Er gehörte Gremien des Europarats und der Westeuropäischen Union an.
Linde amtierte von 1983 bis 1989 als Oberstadtdirektor in Gelsenkirchen. Von 1989 bis 1991 fungierte er als Geschäftsführer des Abfallentsorgungs- und Altlastensanierungsverbandes Nordrhein-Westfalen mit Sitz in Hattingen. Darüber hinaus war er Präsident des Deutschen Tourismusverbandes e. V. (DTV), dessen Ehrenvorsitz er heute innehat, und weiterhin Geschäftsführer der Vereinigung ehemaliger Mitglieder des Deutschen Bundestages und des Europäischen Parlaments e. V. Seit 2002 ist er als Rechtsanwalt bei der Sozietät Schwoerer & Kollegen in Berlin tätig.
Jürgen Linde ist seit 1962 mit Eva Linde, geborenen Schmidt, verheiratet und hat zwei Kinder (Frank und Christiane). Er wohnt in Potsdam.

## Politik
Linde trat 1963 in die SPD ein, war von 1974 bis 1983 Vorsitzender des SPD-Unterbezirkes Goslar und gleichzeitig Vorstandsmitglied des SPD-Bezirkes Braunschweig. 1976 wurde er in den Deutschen Bundestag gewählt, dem er bis zu seiner Mandatsniederlegung am 10. November 1983 angehörte. Von 1981 bis 1983 war er Parlamentarischer Geschäftsführer der SPD-Bundestagsfraktion. Im Parlament vertrat er von 1976 bis 1980 den Wahlkreis Goslar – Wolfenbüttel und von 1980 bis 1983 den Wahlkreis Goslar. Auf sein Bundestagsmandat hatte er verzichtet, um Gelsenkirchener Oberstadtdirektor werden zu können.
Linde amtierte vom 1. November 1990 bis zum 13. Oktober 1999 als Staatssekretär und Chef der Staatskanzlei in der von Ministerpräsident Manfred Stolpe geführten Regierung des Landes Brandenburg. Vom 11. Oktober 1994 bis zum 13. Oktober 1999 bekleidete er gleichzeitig das Amt des Ministers für besondere Aufgaben.

## Ehrungen
- 1985: Verdienstkreuz 1. Klasse der Bundesrepublik Deutschland